# No Life ’til Leather
No Life 'til Leather  - широко поширена демо-касета американського треш-метал гурту Metallica, яка вийшла в 1982 році.

## Про альбом
Усі треки є ранніми записами пісень, які пізніше з'являться у дебютному альбомі гурту Kill 'Em All. Назва походить від першого рядка пісні «Hit the Lights».
Демо-касета двічі перевидавалася. Усі копії першого видання (під назвою Metallica: Bay Area Thrashers ) були вилучені з магазинів. Друге видання – Metallica: In the Beginning… Live – нічим не відрізнялося від Metallica: Bay Area Thrashers.

## Треклист
| #     | Назва              | Тривалість |
| ----- | ------------------ | ---------- |
| 1.    | «Hit the Lights»   | 4:18       |
| 2.    | «Mechanix»         | 4:28       |
| 3.    | «Motorbreath»      | 3:18       |
| 4.    | «Seek & Destroy»   | 4:55       |
| 5.    | «Metal Militia»    | 5:17       |
| 6.    | «Jump in the Fire» | 3:51       |
| 7.    | «Phantom Lord»     | 3:33       |
| 29:41 |                    |            |

## Учасники запису
- Джеймс Хетфілд  - ритм-гітара, вокал
- Ларс Ульріх  - ударні
- Дейв Мастейн  - соло-гітара, бек-вокал
- Рон Макговні  - бас-гітара
- Кліфф Бертон  — вказаний, як учасник гурту в примітках альбому, але в записі участі не брав[2].